# Oregonita
La oregonita es un mineral arseniuro dentro de la clase de los minerales sulfuros. Fue descubierta en 1959 en el condado de  Josephine del estado de Oregón (EE. UU.), siendo nombrada así por esta localización.

## Características químicas
Es un arseniuro de hierro y níquel, anhidro.

## Formación y yacimientos
Aparece en rocas serpentinitas y clinocloro, en forma de pequeños cantos rodados de río.
Suele encontrarse asociado a otros minerales como: cobre nativo, bornita, calcopirita, molibdenita, cromita, pirrotita o magnetita.